# Désiré Van Riet
Désiré Van Riet (Grembergen, 23 maart 1923 – Temse, 1 juli 2005) was een Belgische politicus bij de CVP. Hij was burgemeester van Temse.

## Biografie
In zijn kindertijd verhuisde zijn gezin naar Temse, waar zijn vader directeur werd bij het havenbedrijf. Désiré Van Riet ging naar de humaniora aan het Heilige Maagdcollege in Dendermonde en in Jemappes. Daarna ging hij studeren aan de Katholieke Universiteit Leuven, waar hij in 1946 een diploma als kandidaat Toegepaste Economische Wetenschappen haalde. Hij huwde in 1947 en ging in Schoten wonen. Hij bleef er wonen tot 1956, maar kwam beroepsmatig in 1953 weer terecht in Temse, waar hij directeur van het havenbedrijf werd. Hij vormde dit in 1965 om tot Etn. D. Van Riet nv op.
Van Riet raakte betrokken in het verenigingsleven en werd actief in de lokale politiek. In 1970 was hij CVP-lijsttrekker voor de gemeenteraadsverkiezingen. Hij werd verkozen en werd vanaf 1971 schepen, wat hij bleef na de volgende verkiezingen. In 1983 volgde hij August Maes op als burgemeester. Bij de verkiezingen van 1988 werd hij herverkozen, maar volgens een interne afspraak gaf hij tijdens die bestuursperiode eind 1992 het burgemeestersambt door aan partijgenoot Luc De Ryck. Van Riet bleef nog in de gemeenteraad zetelen tot het eind van die legislatuur in 1994.